# Klucznik
Klucznik [ˈklut͡ʂɲik] (tiếng Đức: Klausen)  là một ngôi làng thuộc khu hành chính của Gmina Barczewo, thuộc huyện Olsztyński, Warmińsko-Mazurskie, ở miền bắc Ba Lan. Nó nằm khoảng 11 kilômét (7 mi) về phía đông nam của Barczewo và 19 km (12 mi) về phía đông của thủ đô khu vực Olsztyn.
Làng có dân số 80 người.

## Cư dân đáng chú ý
- Phi công Otto Parschau (1890-1916) trong Thế chiến I, đã giúp thử nghiệm phiên bản tiên phong của thiết bị đồng bộ hóa với Anthony Fokker